# Gelis kumamotensis
Gelis kumamotensis är en stekelart som först beskrevs av Tohru Uchida 1930.  Gelis kumamotensis ingår i släktet Gelis och familjen brokparasitsteklar. Inga underarter finns listade i Catalogue of Life.